# Суперкубок Франции по футболу 2021
Суперкубок Франции по футболу 2021 (фр. Trophée des champions 2021) — 26-й розыгрыш Суперкубка Франции. В нём встретились чемпион Франции «Лилль» и обладатель Кубка Франции «Пари Сен-Жермен». Матч состоялся 1 августа 2021 года на стадионе Блумфилд в Тель-Авив.
Победу со счётом 1:0 одержал «Лилль», для которого эта победа стала первой в истории.

## Отчёт о матче
| Лилль    | 1:0     | Пари Сен-Жермен |
| -------- | ------- | --------------- |
| Шека 45′ | (отчёт) |                 |

| Лилль | Пари Сен-Жермен |